# Paradela (Penacova)
Paradela (por vezes dita Paradela da Cortiça) é uma aldeia portuguesa do Município de Penacova, que pertence à Freguesia de Friúmes e Paradela.
Foi sede da Freguesia de Paradela que foi extinta em 2013, no âmbito de uma reforma administrativa nacional, tendo sido agregada à Freguesia de Friúmes, para formar uma nova freguesia denominada União das Freguesias de Friúmes e Paradela.
A população da extinta Freguesia de Paradela era distribuída pelos seguintes lugares:

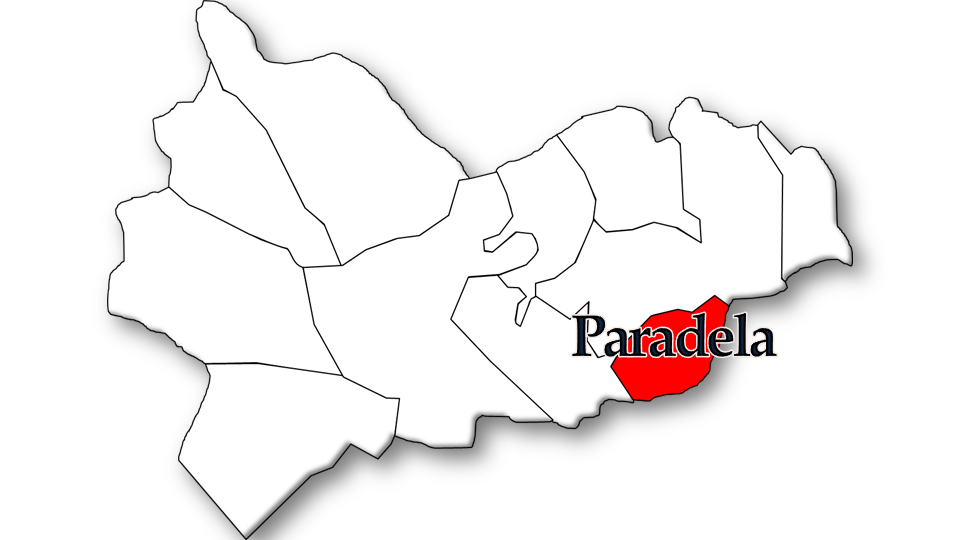
Localização no Município de Penacova

- Cortiça
- Paradela
- Quinta da Cortiça
- Sobreira

## População
| População da freguesia de Paradela | População da freguesia de Paradela | População da freguesia de Paradela | População da freguesia de Paradela | População da freguesia de Paradela | População da freguesia de Paradela | População da freguesia de Paradela | População da freguesia de Paradela | População da freguesia de Paradela | População da freguesia de Paradela | População da freguesia de Paradela | População da freguesia de Paradela | População da freguesia de Paradela | População da freguesia de Paradela | População da freguesia de Paradela |
| ---------------------------------- | ---------------------------------- | ---------------------------------- | ---------------------------------- | ---------------------------------- | ---------------------------------- | ---------------------------------- | ---------------------------------- | ---------------------------------- | ---------------------------------- | ---------------------------------- | ---------------------------------- | ---------------------------------- | ---------------------------------- | ---------------------------------- |
| 1864                               | 1878                               | 1890                               | 1900                               | 1911                               | 1920                               | 1930                               | 1940                               | 1950                               | 1960                               | 1970                               | 1981                               | 1991                               | 2001                               | 2011                               |
| 634                                | 684                                | 694                                | 535                                | 592                                | 459                                | 398                                | 416                                | 367                                | 330                                | 292                                | 291                                | 254                                | 265                                | 225                                |

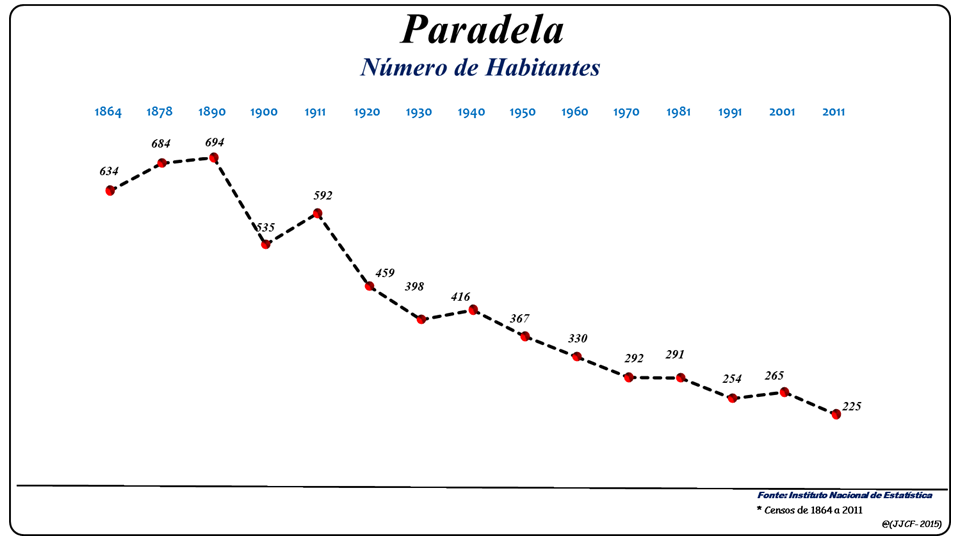
Evolução da População (1864 / 2011)

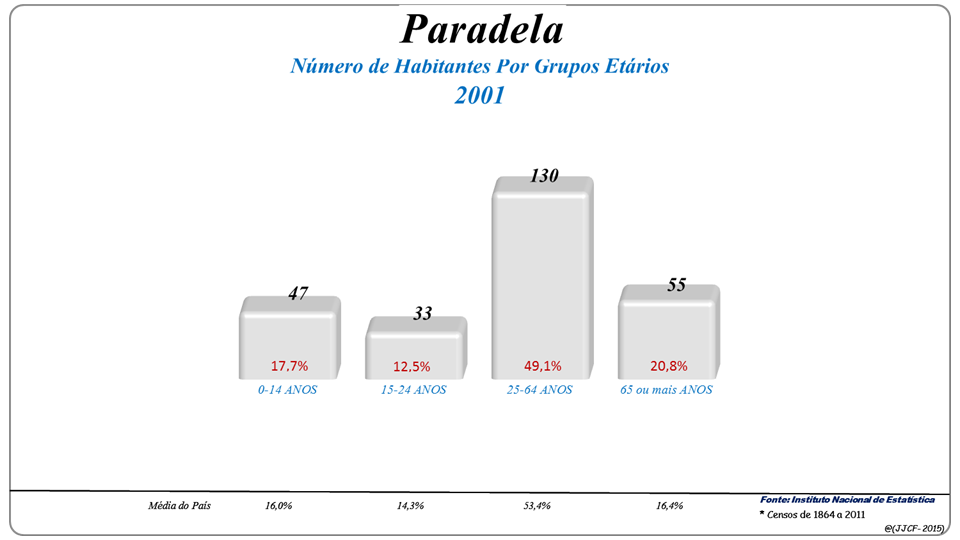
Grupos Etários (2001 e 2011)

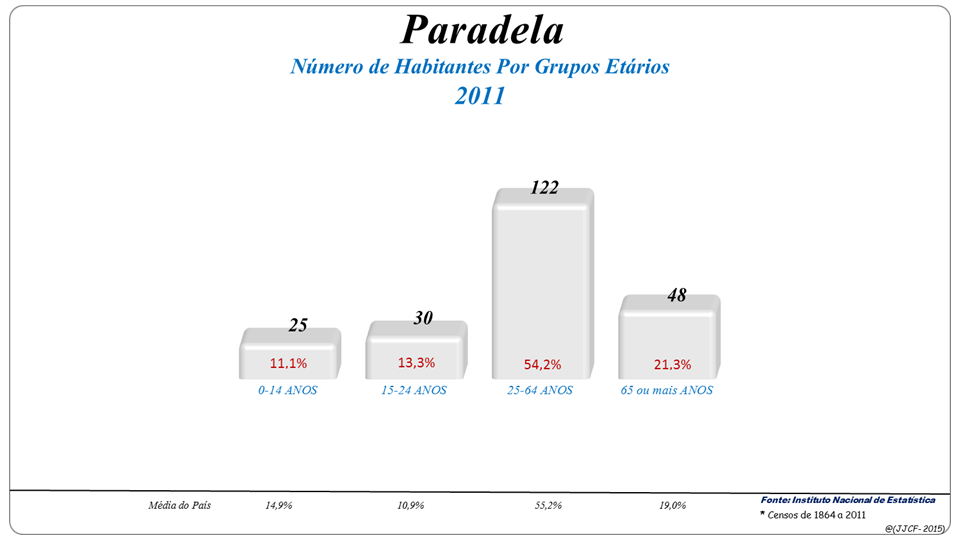
Grupos Etários (2001 e 2011)

Nos anos de 1864 a 1890 pertencia ao concelho de Arganil, passando para o actual concelho por decreto de 13/01/1898